# Ribeirão do Pinhal
Ribeirão do Pinhal ist ein brasilianisches Munizip im Norden des Bundesstaats Paraná. Es hat 13.060 Einwohner (2022), die sich Ribeiro-Pinhalenser nennen. Seine Fläche beträgt 375 km². Es liegt 579 Meter über dem Meeresspiegel.

## Etymologie
Der Name stammt von dem gleichnamigen Bach. Ribeirão = Bach und Pinhal = Pinienwald von der großen Zahl Araukarien.

## Geschichte

### Veräußerung des Landes
Die Geschichte von Ribeirão do Pinhal beginnt um 1880, als Santo Antônio da Platina noch ein kleines Dorf war. Dort gab es einen Mann, der als Anwalt und auch als Apotheker arbeitete. Dieser riet João Francisco da Veiga, den Besitz an São Francisco zu beantragen, einem Landstreifen von 66.000 Alqueires (1.600 km²) zwischen dem Rio das Cinzas und dem Rio Laranjinha. Da Veiga war ein freigelassener Schwarzer aus Santa Catarina, der als Tropeiro (Maultiertreiber) zwischen seiner Heimat und Ourinhos (SP) pendelte und mit Yerba Mate aus seinem Staat im Tausch gegen Kaffee handelte.
Das Land wurde für den Preis von 12,5 Cr$ (zwölfeinhalb Cruzeiros) beantragt. Der Antrag wurde von Dom Pedro II, dem damaligen Kaiser von Brasilien, positiv beschieden. Da Veiga starb jedoch 1888, ohne diese Zusage zu kennen. Auch seine Erben konnten das Land nicht in Besitz nehmen, weil sie nicht wussten, wo es sich befand.
Um 1922 interessierte sich der Wirtschaftsminister von Paraná, Marins Alves de Camargo, für den Besitz. Er machte die Erben ausfindig und machte ihnen ein Kaufangebot. Die Erben erhielten 5.000 Réis pro Alqueire.

### Vertreibung der Ureinwohner
Der Besitz von São Francisco umfasste die heutigen Munizipien Ribeirão do Pinhal, Jundiaí do Sul und Santo Antônio da Platina. In diesem Gebiet lebten damals Bororos, nach anderen Quellen Kaingang. Die Einheimischen wurden von den Linguaras José Cândido Teixeira und Augusto Avelar mit ihren Männern vertrieben. Linguaras waren die Dolmetscher der Weißen für die Eingeborenen. Es gelang ihnen, die Indianer bis zu den Quellgebieten der Bäche zurückzudrängen. Es folgten weitere Siedlerzüge, zuletzt der von José Domingues Faustino, der sogar den Salto do Laranjinha erreichte.

### Besiedlung
José Domingues Faustino, ein kühner Mann, der es gewohnt war, auf dem Land zu arbeiten, Bäume zu fällen und Tiere zu züchten, verliebte sich in das Land "Pinhalzinho" und schöpfte in sich die Hoffnung auf ein besseres Leben. In seinen visionären Vorstellungen sah er große Kaffeeplantagen. Faustino träumte so sehr von diesen Ländern, dass er eines Tages zu seiner Familie sagte: "Lasst uns umziehen". Sie brauchten 84 Tage, um vom Rio das Cinzas bis zum Ribeirão do Veado zu ziehen. Er nahm das Land am 26. Mai 1924 in Besitz.
Sie rodeten eine große Fläche, errichteten Hütten, ließen die Hühner frei und pflanzten einen kleinen Mangohain für die Schweine. Dann wandten sie sich dem unberührten und wilden Land zu, rodeten ein paar Alqueires Land und säten als erste Feldfrucht Mais. Später pflanzten sie Bohnen, Kartoffeln und Reis an, um ihren Bedarf zu decken, da die Beschaffung von Lebensmitteln sehr schwierig war. Sie ernteten auch von den reichlich vorhandenen Palmenherzen. Manchmal gingen sie auf die Jagd, und in der Zwischenzeit rodeten sie weiteres Land.
Im Gegensatz zu anderen Städten in Paraná war die Ansiedlung von Ribeirão do Pinhal nicht geplant. Vielmehr ergab sie sich aus  dem Verkauf von Grundstücken aus dem Eigentum von Marins Alves de Camargo. Die ersten Käufer bauten einfache Holzhäuser und legten so den Grundstein für die Siedlung.
Im Jahr 1924 erhielt die Stadt den Namen Espírito Santo do Pinhal. Mit der Ankunft neuer Siedler vor allem aus Minas Gerais und der Gegend um Curitiba entwickelte sich Espírito Santo do Pinhal mehr und mehr. 1933 übernahm Erasmo Cordeiro die Verwaltung der Fazenda Yone. Für die Besiedlung dieser Farm wurde auch ein Einzelhandel erforderlich. Cordeiro holte die Genehmigung des Besitzers, Marins Alves de Camargo, ein. Sie vereinbarten die Aufteilung des Landes, den Verkauf landwirtschaftlicher Flächen, die Größe der Landschenkungen für Gemeinschaftseinrichtungen und den Namen des Dorfes: Patrimônio Pinhal. Das Dorf hatte bereits die gleiche Anzahl von Häusern erreicht wie Abatiá oder Jundiaí do Sul, die schon viel länger bestanden. Drei Jahre später wurde der Ort in Distrito do Laranjinha, nach dem Rio Laranjinha, umbenannt.
Zu dieser Zeit gab es nur eine Straße, die Laranjinha mit Santo Antônio da Platina als nächstgelegener Stadt verband. Diese Straße war 42 km lang. Das einzige Transportmittel war eine Jardineira, ein Lastwagen mit einer Holzbank auf der Ladefläche. Bei trockenem Wetter benutzten die Dorfbewohner die Jardineira; sie fuhren früh los und kehrten erst am Nachmittag zurück, wobei sie für jede Fahrt etwa 3 Stunden benötigten. An regnerischen Tagen benutzten sie Pferde und Kutschen, aber die Reise an einem einzigen Tag war aufgrund des Zustands der Straße, die fast unpassierbar war, kaum möglich. Als die Holzbrücke über den Rio das Cinzas einstürzte, war die Überfahrt nur noch mit der Fähre möglich. Später wurde eine Betonbrücke gebaut, die heute noch steht.
Im Jahr 1947 wurde die damalige Vila do Laranjinha zum Munizip Ribeirão Pinhal erhoben. Der Name wurde geändert, weil der Name Laranjinha mit dem Fluss assoziiert wurde, von dem die Malaria ausging, die die kleine Bevölkerung des Dorfes in Angst und Schrecken versetzte.
Ribeirão do Pinhal hat seit seiner Gründung Migranten in großer Zahl aufgenommen. Diese kamen nicht nur aus anderen Teilen Brasiliens, sondern auch aus Spanien, Italien, Portugal, der Türkei, Japan, Polen und anderen Ländern. Ihre Haupttätigkeit fand in der Landwirtschaft statt, die bis heute das Aushängeschild der Wirtschaft in Ribeirão do Pinhal ist.

### Kaffeeanbau
In den 1970er Jahren erlebte Ribeirão do Pinhal das Goldene Zeitalter des Kaffees. Die Bevölkerung wuchs auf etwa 25.000 Einwohner an. Dank der Fruchtbarkeit des Bodens und des Klimas wurde Ribeirão do Pinhal zu einem der größten Kaffeeproduzenten. Der Schwarze Frost zwang viele Erzeuger, ihre Plantagen aufzugeben und in andere Kulturen oder in die Viehzucht zu investieren. Mit dem Rückgang der Kaffeeproduktion ging auch die Schaffung von Arbeitsplätzen zurück, so dass Tausende von Menschen Ribeirão do Pinhal auf der Suche nach besseren Lebensbedingungen in größeren Städten wie Londrina, Curitiba, São Paulo, Maringá und anderen verließen.
In den 1990er Jahren kehrte Ribeirão do Pinhal dank der Investition des größten Kaffeeproduzenten Lateinamerikas, José Ferroni, als wichtigster Kaffeeproduzent des Staates zurück. Von 1997 bis 2000 galt es mit etwa 22 Millionen gepflanzten Kaffeebäumen als Kaffeehauptstadt von Paraná. Doch auch diese Rückkehr zum Kaffeeanbau, die in kleinerem Umfang bis heute andauert, brachte die verlorenen Einwohner nicht zurück. Genau wie nach dem schwarzen Frost endete der Boom der Kaffeeproduktion mit dem Tod von José Ferroni. Die Kaffeeplantagen wurden verkauft und in Anbauflächen für Sojabohnen, Weizen, Mais, andere landwirtschaftliche Produkte und in Weiden für die Viehzucht umgewandelt. Die Menschen, die auf den Bauernhöfen von Ferroni arbeiteten, zogen entweder in die Stadt, wodurch sich die Landflucht verstärkte, oder sie zogen in größere Zentren.

### Erhebung zum Munizip
Ribeirão do Pinhal wurde durch das Staatsgesetz Nr. 2 vom 10. Oktober 1947 aus Santo Antônio da Platina ausgegliedert und in den Rang eines Munizips erhoben. Es wurde am 19. Oktober 1947 als Munizip installiert.

## Geografie

### Fläche und Lage

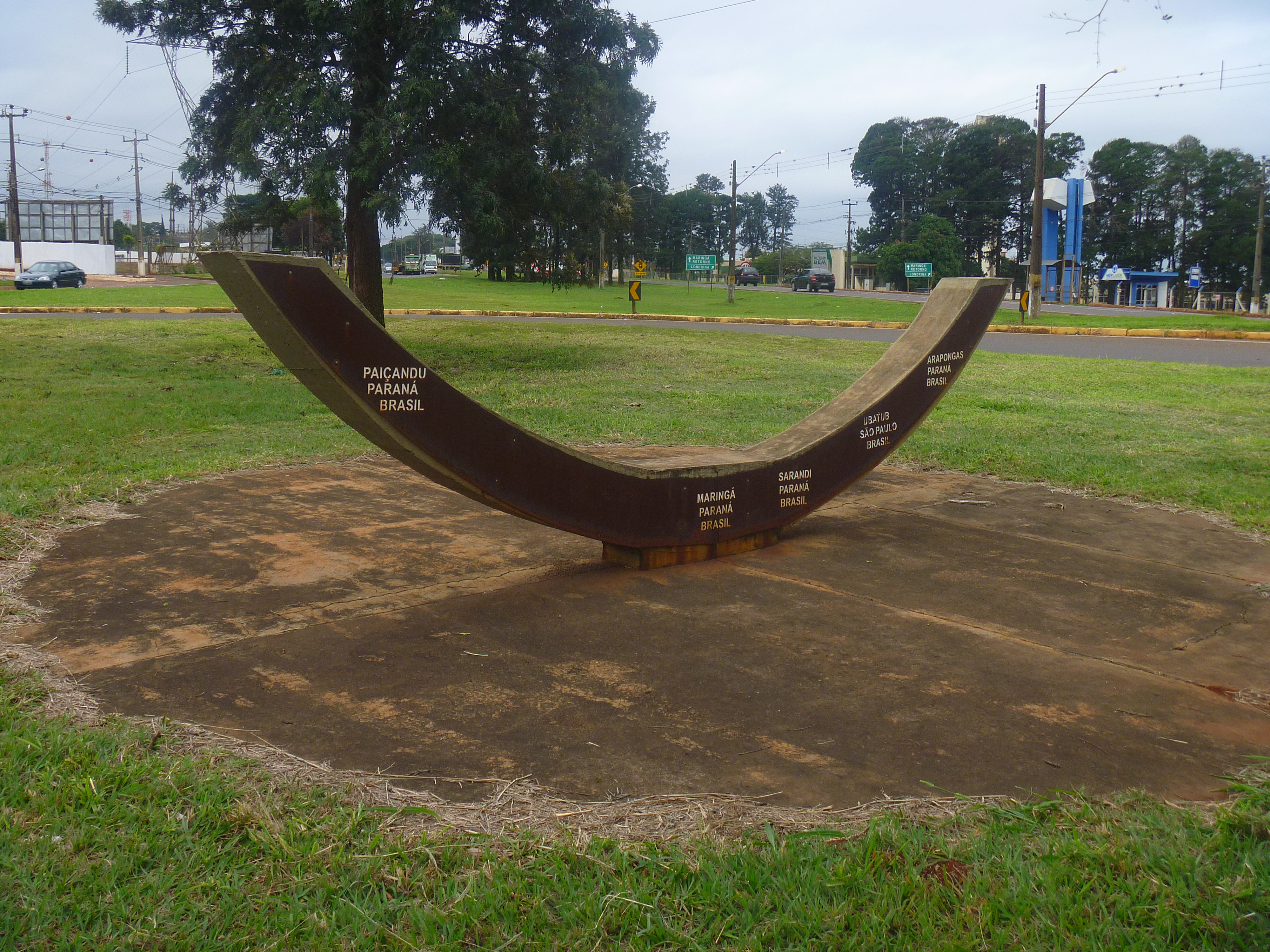
Markierung des Wendekreises des Steinbocks

Ribeirão do Pinhal liegt auf dem Terceiro Planalto Paranaense (der Dritten oder Guarapuava-Hochebene von Paraná). Durch das Munizip verläuft der südliche Wendekreis, der Wendekreis des Steinbocks. Seine Fläche beträgt 375 km². Es liegt auf einer Höhe von 579 Metern.

### Vegetation
Das Biom von Ribeirão do Pinhal ist Mata Atlântica.

### Klima
In Ribeirão do Pinhal ist das Klima gemäßigt und warm. Es fällt eine erhebliche Menge an Niederschlägen (1424 mm  pro Jahr). Die Klimaklassifikation nach Köppen und Geiger lautet Cfa. Im Jahresdurchschnitt liegt die Temperatur bei 21,0 °C.

### Gewässer
Ribeirão do Pinhal liegt im Einzugsgebiet des Rio das Cinzas. Innerhalb des Munizips fließen folgende seiner Zuflüsse:
- Rio Laranjinha bildet die westliche Grenze des Munizips. Er entspringt im Süden im Munizip Jaguariaíva und mündet im Norden in den Rio das Cinzas.

- Rio Penacho entspringt innerhalb des Munizips und mündet in den Rio Laranjinha.
- Ribeirão do Engano entspringt in der Serra da Iracema im Munizip Ibaiti und mündet in den Rio Laranjinha.
- Ribeirão do Pinhal gibt der Stadt ihren Namen. Er fließt am städtischen Schlachthof vorbei und mündet in den Rio Penacho.
- Ribeirão da Jacutinga entspringt innerhalb des Munizips und mündet in den Rio Laranjinha.
- Ribeirão do Maroto
- Água da Limeira
- Salto do Laranjinha.[6]

### Straßen
Ribeirão do Pinhal ist über die PR-218 mit Nova Fátima, Jundiaí do Sul und der BR-153 verbunden. Über die (nicht asphaltierte) PR-436 kommt man im Süden nach Ibaiti. Die PR-438 führt nach Norden nach Santo Antônio da Platina.

### Nachbarmunizipien
| Cornélio Procópio, | Abatiá                                      |                |
| Nova Fátima        | Kompassrose, die auf Nachbargemeinden zeigt | Jundiaí do Sul |
| Congonhinhas       | Ibaiti                                      |                |

## Stadtverwaltung
Bürgermeister: Dartagnan Calixto Fraiz, DEM (2021–2024)
Vizebürgermeister: Rodrigo Lanini Borges, Cidadania (2021–2024)

## Demografie

### Bevölkerungsentwicklung
| Jahr | Einwohner | Stadt | Land |
| ---- | --------- | ----- | ---- |
| 1950 | 9.895     | 17 %  | 83 % |
| 1960 | 16.625    | 24 %  | 76 % |
| 1970 | 19.086    | 28 %  | 72 % |
| 1980 | 14.837    | 49 %  | 51 % |
| 1991 | 13.841    | 63 %  | 37 % |
| 2000 | 14.341    | 74 %  | 26 % |
| 2010 | 13.524    | 82 %  | 18 % |
| 2022 | 13.060    |       |      |

Quelle: IBGE (2011) und Volkszählung 2022

### Ethnische Zusammensetzung
| Gruppe * | 1991    | 2000    | 2010    | wer sich als …                                                                   |
| --- | ------- | ------- | ------- | -------------------------------------------------------------------------------- |
| Weiße | 72,8 %  | 67,5 %  | 68,1 %  | weiß bezeichnet                                                                  |
| Schwarze | 4,5 %   | 4,7 %   | 4,8 %   | schwarz bezeichnet                                                               |
| Gelbe | 0,4 %   | 0,6 %   | 0,8 %   | von fernöstlicher Herkunft wie japanisch, chinesisch, koreanisch etc. bezeichnet |
| Braune | 22,1 %  | 26,1 %  | 26,0 %  | braun oder als Mischung aus mehreren Gruppen bezeichnet                          |
| Indigene | 0,1 %   | 0,0 %   | 0,3 %   | Ureinwohner oder Indio bezeichnet                                                |
| ohne Angabe | 0,0 %   | 1,0 %   | 0,0 %   |                                                                                  |
| Gesamt | 100,0 % | 100,0 % | 100,0 % |                                                                                  |
| *) Das IBGE verwendet für Volkszählungen ausschließlich diese fünf Gruppen. Es verzichtet bewusst auf Erläuterungen. Die Zugehörigkeit wird vom Einwohner selbst festgelegt. |         |         |         |                                                                                  |

Quelle: IBGE (Stand: 1991, 2000 und 2010)